# Kyllikki Forssell
Kyllikki Kaarina Forssell, född 2 maj 1925 i Helsingfors, död 7 oktober 2019 i Helsingfors, var en finländsk skådespelare. 
Forssell debuterade på Svenska Teatern men tog redan 1948 anställning på Finlands nationalteater och stannade där, med undantag för en del gästspel utanför teatern och turnéer till bland annat Stockholm och Paris, till sin pensionering 1992. Hon är en av finländsk teaters ledande karaktärsskådespelare med ett brett register. Hon har fått göra många historiska personligheter, exempelvis Gustav III på Svenska Teatern på 1980-talet. Hon har på Finlands nationalteater tolkat August Strindbergs kvinnoroller, bland annat Alice i Dödsdansen. Hon har varit Charlotte Corday i Marat, Abigail i Eldprovet, madame de Merteuil i Farliga förbindelser, en fascinerande drottning Kristina och Olavi Paavolainens elaka mor i Säädyllinen murhenäytelmä, som grundar sig på Helvi Hämäläinens stora roman. Men det var ändå huvudrollen i Dario Fos Donna som blev hennes största framgång. Donna blev en stor succé med 350 föreställningar. Pjäsen gick i tio år och turnerade både i hemlandet och i Sverige.
I början av 2000-talet gjorde hon bagladyn i Alan Bennetts Romuauton Lady för Finlands nationalteater och därefter den egocentriska gamla stjärnan på pensionärshemmet i Helsingfors stadsteaters Kvartetti tillsammans med Lasse Pöysti, Ritva Valkama och Pentti Siimes. 2003 gjorde hon huvudrollen i Tennessee Williams Ungdoms ljuva fågel. Hon tilldelades Pro Finlandia-medaljen 1976, teaterråds titel 1989 och Ida Aalberg-medaljen 1991.
Kyllikki Forssell var dotter till överste Juho Viljo Reino Forsell och Kyllikki Nyman-Linnóve. Forsell, som gått i finsk-, tysk- och svenskspråkig skola, studerade efter studentexamen vid Svenska teaterns elevskola 1944–1946 och ingick under den tiden sitt första äktenskap med professor Patrick Bruun. Makarna skildes 1950. Följande år gifte sig hon om sig med friherre Erik Indrenius-Zalewski som avled 1962.